# Harvard Graduate School of Design
Harvard Graduate School of Design (GSD) – szkoła podyplomowa na Uniwersytecie Harvarda prowadząca stopnie z architektury, architektury krajobrazu, planowania przestrzennego i designu. Jeden z budynków uczelni stworzył w 1961 Le Corbusier i jest to jedyne jego dzieło w Stanach Zjednoczonych.

## Znani wykładowcy
- Frank Gehry – architekt
- Jerzy Sołtan – architekt[2]
- Zaha Hadid – architekt